# Перелік екзопланет, відкритих методом прямого спостереження
Цей перелік являє собою таблицю екзопланет, відкритих методом прямого спостереження. На 4 вересня 2012 року цим методом було відкрито 30 екзопланет і 1 планемо у 27 планетарних системах. У 2-х з них більш ніж одна планета.
У списку, маси планет позначені як кратні мас Юпітера (MJ = 1,8986·1027 кг). Їх відстані вказані в астрономічних одиницях (1 А. Е = 1,496·108 км, дистанція між Землею і Сонцем) щодо їх зірок.
На даний момент Міжнародною астрономічною спілкою (МАС) не прийнято узгодженої системи для визначення типів екзопланет і якої-небудь системи для їх позначення немає навіть у планах. Тенденція, яка отримала найбільше поширення — використання малої літери (починаючи з b) для розширення позначення зірки. Наприклад, 16 Лебедя Bb — це перша екзопланета, що виявлена у зірки 16 Лебедя B, члена потрійний зоряної системи. Невелика кількість екзопланет має і власне ім'я — але вони не прийняті МАС, який спостерігає за астрономічними позначеннями і їх використанням у наукових роботах.
Верхня межа маси планети різниться за різними оцінками від 13 до 25 мас Юпітера. Вище цієї маси об'єкт вважається коричневим карликом незалежно від того, як сформувався або де розташований. Однак ця думка досі оскаржується.

## Актуальність даних
- На 11 серпня 2011 року список актуальний і відображає всі сучасні дані.